# Charitomenosuchus
Charitomenosuchus là một chi dạng cá sấu của họ Machimosauridae đã tuyệt chủng, có hình dáng như cá sấu, tồn tại từ Jura sớm đến Phấn Trắng sớm, tức là từ Callovi. Mẫu hóa thạch đã được tìm thấy ở Anh và Pháp.